# Classe Almirante
La classe Almirante era una classe di cacciatorpediniere lanciamissili composta da due unità, in servizio con la marina militare cilena a partire dal 1960 e dismesse nel 1995; si trattava di una versione tratta dalle classi Battle e Daring britannica.

## Storia

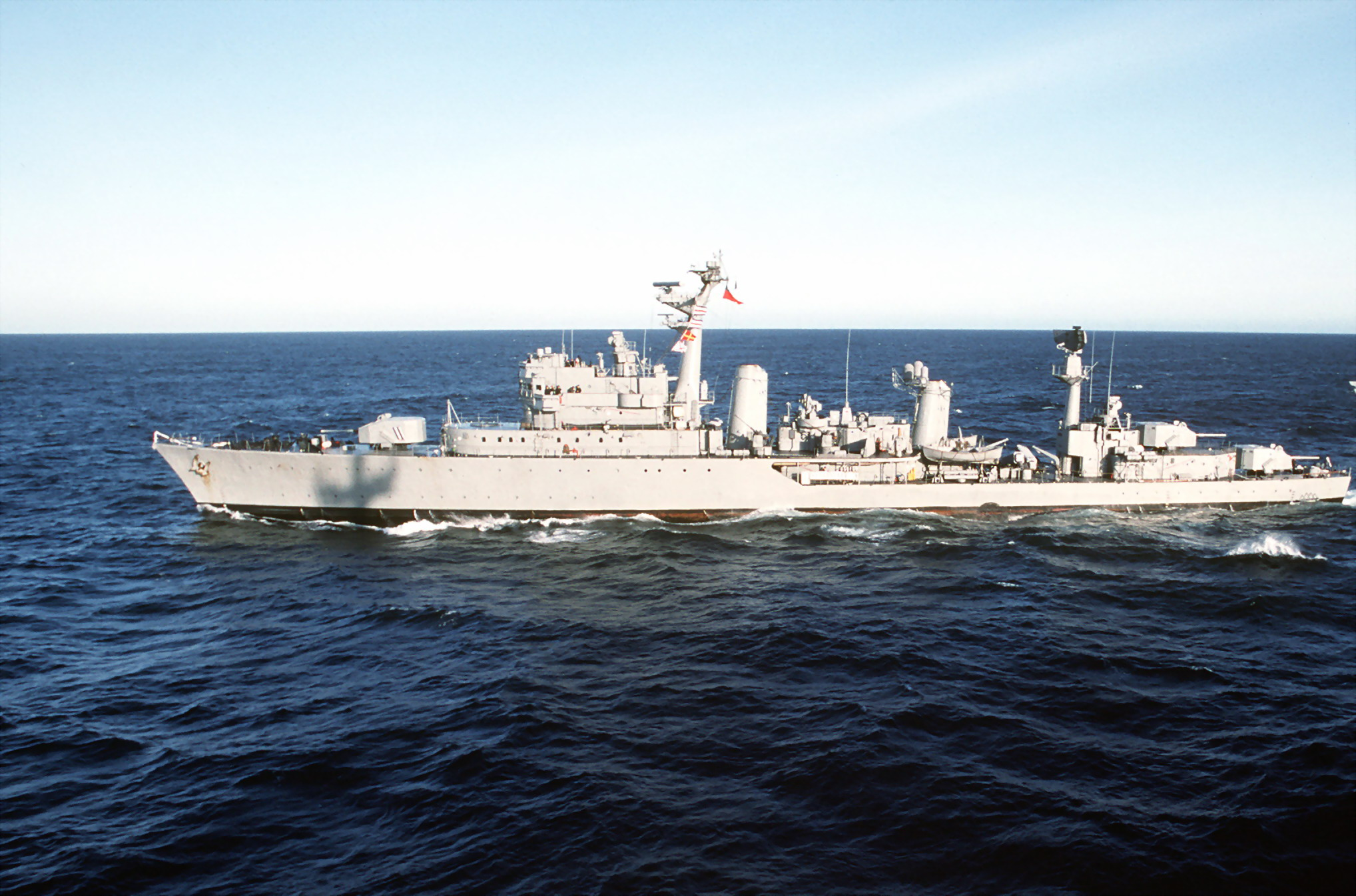
Il cacciatorpediniere Almirante Riveros (18) in navigazione lungo le coste del Cile durante l'esercitazione navale multinazionale Unitas XXXII.

All'inizio degli anni 1950 il governo cileno decise di modernizzare la propria flotta, e si rivolse ai cantieri navali britannici per l'acquisto di due moderni cacciatorpediniere. Offerte per la realizzazione furono avanzate dai cantieri navali John I. Thornycroft & Company e Vickers-Armstrongs che si aggiudicarono l'ordine nel gennaio 1954. Il contratto fu firmato nel maggio 1955, e le due unità, Almirante Williams e Almirante Riveros, vennero impostate a Barrow-in-Furness e varate rispettivamente il 5 maggio e il 12 dicembre 1958. Le due navi entrarono ufficialmente in servizio nell'Armada de Chile il 26 marzo e il 31 dicembre del 1960, armate con 4 cannoni automatici Vickers Mark Q da 102 mm in impianti singoli, 6 cannoni Bofors da 40 mm in impianti binati, 2 lanciabombe ASW Squid cal. 305 mm e 5 tubi lanciasiluri da 533 mm.
Nel 1964 ricevettero una prima modernizzazione presso i cantieri navali di Talcahuano, dove al posto di due cannoni antiaerei da 40 mm furono installati 2 lanciamissili quadrinati per missili superficie-aria Short Seacat a breve raggio, prime unità dell'America Latina a ricevere questo tipo di armi. Tra il 1974 e il 1975 le due unità vennero ulteriormente modernizzate con l'installazione di 4 missili superficie-superficie Aérospatiale MM-38 Exocet in impianti singoli, 6 tubi lanciasiluri (2x3) Mk 32 da 324 mm per siluri ASW e un sistema di combattimento Ferranti CAAIS 450 (Computer Aided Action Information System).
Tra il 1988 e il 1990 fu sbarcata la torre anteriore sopraelevata da 102/62 mm e ricavata una piattaforma per consentire lo sbarco di carichi inviati tramite elicotteri, e per ricavare pezzi di rispetto per le rimanenti armi.
L'Almirante Riveros fu radiato il 19 gennaio 1995, mentre l'Almirante Williams il 26 aprile 1996. Entrambe le unità vennero affondate come navi bersaglio durante delle esercitazioni di squadra nel corso del 1999.

## Navi della classe
| Nome                      | Arsenale           | Varo             | Servizio                         | Storia | Fine                                    |
| DDG-18 Almirante Riveros  | Vickers-Armstrongs | 12 dicembre 1958 | 31 dicembre 1960-19 gennaio 1995 | Modernizzato tra il 1973 e il 1975 con l'installazione di 4 missili superficie-superficie Aérospatiale MM-38 Exocet in impianti singoli, 6 tubi lanciamissili (2x3) Mk.32 da 324 mm per siluri ASW e un sistema di comando e controllo Marconi CAAIS 450 | Affondato come nave bersaglio nel 1999. |
| DDG-19 Almirante Williams | Vickers-Armstrongs | 5 maggio 1958    | 26 marzo 1960-26 aprile 1996     | Modernizzato tra il 1971 e il 1974 con l'installazione di 4 missili superficie-superficie Aérospatiale MM-38 Exocet in impianti singoli, 6 tubi lanciamissili (2x3) Mk.32 da 324 mm per siluri ASW e un sistema di comando e controllo Marconi CAAIS 450 | affondato come nave bersaglio nel 1999. |

### Annotazioni
1. ↑  I dati dell'armamento e dell'elettronica sono riferiti all'entrata in servizio.
2. ↑  Originariamente destinati alla nave da battaglia Almirante Latorre.. Tali cannoni, mai entrati in servizio nella Royal Navy, erano posti in impianti singoli, con brandeggio sui 360°, ed avevano la capacità di sparare 40 colpi al minuto, raggiungendo i 50 con il tiro a raffica. La velocità iniziale del proiettile era di 900 m/sec.

### Fonti
1. 1 2 3 4  Fridman 2006, p. 132.
2. ↑  J.Wise, Securing the ripest plum. Britain and the South American naval export market 1945-75 in Warship 2013, Conway, London, 2013.
3. ↑  P. Marland, The Vickers 4 inch N(R) mounting in Warship 2013, Conway. London, 2013, p 174-176.
4. ↑  Harding, Friedman 2005, p. 284.

### Periodici
- Giuliano Da Frè, L'Armada de Chile nel XXI secolo, in Rivista Italiana Difesa, n. 6, Chiavari, Giornalistica Cooperativa Riviera s.r.l., giugno 2000,  pp. 64-71.